# Ривертон (Манітоба)
Ривертон (англ. Riverton) — некорпоративна міська громада у складі муніципалітету Байфрост-Ривертон, у канадській провінції Манітоба. Населення станом на 2021 рік складало 475 осіб.